# Михневич, Владимир Осипович
Влади́мир О́сипович Михне́вич (псевдоним — Коло́менский Канди́д; 14 (26) января 1841, Киевская губерния — 24 февраля (8 марта) 1899, Санкт-Петербург) — русский писатель, журналист, историк быта, краевед и публицист.

## Биография
Родился в дворянской семье Киевской губернии. Учился в киевской и нежинской гимназиях. В 1861—1864 годах учился на историко-филологическом факультете Киевского университета (курса не кончил). Переехав в 1860-х годах в Петербург, стал сотрудничать в разных изданиях, по преимуществу в «Будильнике» Степанова. С 1865 года сотрудничал в газете «Петербургский листок» и журнале «Заноза». В 1869 году издал книгу «Романы кухарки и камелии: рассказы из петербургской жизни», в которой описал быт и нравы различных сословий.
В начале 1870-х годов был воскресным фельетонистом «Сына Отечества»; в 1876 году писал фельетоны в «Голосе», а с 1877 года состоял одним из главных сотрудников «Новостей», где ему создали популярность воскресные фельетоны, театральные рецензии, небольшие рассказы и другие статьи, подписанные псевдонимом Коломенский Кандид. Часть этих газетных статей вошла в сборники: «Литературный мир. Поддонки» (Санкт-Петербург, 1869), «Всего понемножку» (1875), «В петербургском омуте» (1879), «Мы, вы, они, он» (1879), «Романы кухарки и камелии» (1880), «Картинки петербургской жизни» (1884), «Петербургское лето» (1887), «Барышни и барыни» (1889) и «Москвичка» (1891).
В 1874 году выпустил историко-статистический путеводитель «Петербург весь на ладони» (в т. 1 — историческое описание Петербурга с момента его основания, в т. 2 — сведения о составе населения, его занятиях и др.).
Из путевых писем Михневича составились сборники «Варшава и варшавяне» (1881) и «Чёрные дни» (1892) — описание поездки в голодающие губернии. Корреспонденции, вошедшие в «Чёрные дни», были первым систематическим описанием разразившегося бедствия. Из небольших шуточных статеек о современных деятелях составился фельетонный словарь «Наши знакомые» (1884). Занимаясь русской историей XVIII века, а также историей русской литературы, напечатал ряд популярно-исторических очерков в «Историческом вестнике», «Наблюдателе» и других. Отдельно в 1879—1886 гг. опубликовал сборники «Исторические этюды русской жизни». (т. 1—3, в последнем томе — «Язвы Петербурга» — дал картину нравов различных групп населения Петербурга в 1860—1870-х гг.)
К историческим работам Михневича относятся также «Любимцы. Хроника одного исторического семейства (Скавронские)» (1885), «Русские женщины» (1896) и ряд народных чтений: «Смутное время» и другие, вышедших в 1873—1875 годах. С большой тщательностью им изданы сочинения Павла Якушкина (1884).
Умер в Санкт-Петербурге, похоронен в западной части некрополя «Литераторские мостки» Волковского кладбища.
В начале XX века в Петербурге на набережной реки Карповки, № 17—19 (Петроградская сторона) находилось общежитие для малообеспеченных писателей. Эти дома принадлежали Михневичу, который завещал их Литературному фонду. Один из пунктов завещания, составленного в 1891 году, гласил:
«Я желал бы, чтобы завещанный мною в собственность „Общества Литературного фонда“ капитал был обращён на устройство в С.-Петербурге общежития для нуждающихся литераторов, впавших в инвалидность.»
О книжном собрании Михневича имеется следующее свидетельство:
«Что касается библиотеки, завещанной Русскому литературному обществу, то в настоящее время она уже приведена в полный порядок, ей сделан обстоятельный каталог, и семь шкафов, очень изящных и ценных, совершенно подготовлены к передаче согласно духовному завещанию. Ценность библиотеки по поверхностной оценке букинистов определена за 1246 входящих в неё №№ изданий около 4 тысяч рублей.»

## Семья
Племянники — Давид, Владимир, Николай и Людмила Бурлюки.